# Bobby Frank Cherry
Bobby Frank Cherry, né le 20 juin 1930 à Clanton (Alabama) et mort le 18 novembre 2004 dans l'Établissement correctionnel de Kilby (Alabama), est un partisan de la suprématie blanche, membre du Ku Klux Klan et auteur d’un acte terroriste. Il fut condamné pour meurtre en 2002 en raison de sa participation à l’attentat à la bombe perpétré contre l’église baptiste de la 16e rue à Birmingham, en 1963. Cette attaque causa la mort de quatre jeunes filles afro-américaines, à savoir Carole Robertson, Cynthia Wesley, Addie Mae Collins et Denise McNair, et occasionna des blessures à plus de vingt autres personnes.

## Biographie
Bobby Frank Cherry naquit le 20 juin 1930 à Mineral Springs, un faubourg de Clanton, en Alabama. Dans sa jeunesse, il s’engagea dans le Corps des Marines des États-Unis, où il acquit une maîtrise des techniques de démolition et de manipulation des explosifs. Après son service militaire, il exerça divers emplois modestes, parmi lesquels une longue période comme routier.
Bobby Frank Cherry était marié lors de l’attentat de l’église de Birmingham. Son union avec Virginia, son épouse, donna naissance à sept enfants. Leur mariage fut marqué par des dissensions et des violences domestiques. Cherry exigeait de sa famille une déférence absolue et recourait à la force physique pour asseoir son autorité. Virginia Cherry décéda en 1968 des suites d’un cancer. Après son trépas, Cherry plaça ses enfants à l’orphelinat Gateway Mercy Home ainsi que chez des parents. Il contracta par la suite quatre autres mariages, dont un troisième avec Willadean Brogdon. Celle-ci témoigna, lors de son procès, que Cherry s’était vanté d’avoir participé à l’attentat. Au début des années 1970, il quitta Birmingham pour s’établir dans la banlieue de Dallas, au Texas. Il y exerça la profession de soudeur et dirigea une entreprise de nettoyage de tapis à Grand Prairie. En 1988, après une crise cardiaque, il s’installa dans le comté de Henderson, aux côtés de sa cinquième épouse, Myrtle. 
Lors de son procès, l'accusation produisit des éléments attestant que Cherry, un individu de carnation blanche, avait agressé en 1957 le révérend Fred Shuttlesworth, ministre noir des droits civiques, à l’aide d’une arme blanche de type poing américain. Le révérend œuvrait alors à l’intégration scolaire dans la ville de Birmingham, en Alabama. Par ailleurs, les procureurs évoquèrent un autre fait : Cherry aurait frappé, à coups de crosse de pistolet, un homme noir dans un établissement public, ce dernier l’ayant préalablement injurié.
Le matin du bombardement, Cherry se trouvait en compagnie de son fils, Tom, au sein de la Modern Sign Company, située à quelques pâtés de maisons de l’église. Tous deux étaient occupés à la sérigraphie de drapeaux confédérés, destinés aux forces rebelles. Par la suite, Tom Cherry rapporta avoir distinctement perçu le fracas d’une explosion proche, ce qui lui fit immédiatement comprendre qu’un événement grave venait de se produire. 

## Procès pour meurtre
Initialement, Bobby Frank Cherry devait comparaître lors du même procès que son coaccusé, Thomas Edwin Blanton Jr., bien que leurs affaires fussent jugées séparément. Cependant, Cherry parvint à différer son procès en alléguant que sa démence vasculaire altérait ses facultés mentales et que son état de santé l’empêcherait de se défendre convenablement. Blanton fut déclaré coupable, tandis que Cherry, après expertise médicale, fut finalement reconnu apte à comparaître. Durant son procès, il nia toute implication dans l’attentat ainsi que toute affiliation au Ku Klux Klan. Toutefois, les preuves rassemblées contre lui conduisirent à sa condamnation.

### Témoignages et enregistrements
Thomas Frank Cherry, fils de Robert Edward Cherry, affirma que son père avait appartenu aux United Klans of America, une organisation affiliée au Ku Klux Klan. Plusieurs témoins, parmi lesquels des proches et des connaissances, rapportèrent que celui-ci s’était enorgueilli d’avoir participé à l’attentat. Son ancienne épouse, Willadean Brogdon, déclara sous serment : « Il affirma avoir allumé la mèche. » Un autre témoignage émane de Michael Wayne Goings, peintre en bâtiment ayant travaillé aux côtés de Cherry à Dallas en 1982. Ce dernier confirma avoir entendu l’intéressé se vanter ouvertement de son implication dans l’attentat, allant jusqu’à prononcer ces mots : « Vous savez, c’est moi qui ai fait sauter cette église. » 
Mitchell Burns, alors associé de Blanton et Cherry au moment de l'attentat, fut recruté par les enquêteurs du Federal Bureau of Investigation (FBI) afin de servir d’indicateur. Lors du procès de Cherry, il déclara sous serment que son affiliation au Ku Klux Klan relevait davantage d’une sociabilité que d’un engagement politique, ce qui correspondait aux réalités de l’époque. Selon son témoignage, les agents fédéraux l’avaient sollicité pour collaborer à l’enquête. Bien qu’il eût initialement refusé, ceux-ci lui présentèrent des clichés post-mortem des jeunes victimes de l’attentat. Bouleversé par ces images, il en fut si ébranlé qu’il en vomit. Cette réaction le conduisit à accepter de prêter son concours au FBI.
Burns a attesté qu’il était avant tout un proche de Blanton, mais que ce dernier entretenait également une relation amicale avec Cherry. Ainsi, ce dernier se joignait occasionnellement à leurs sorties. L’assistance de Burns consistait principalement à accompagner les deux hommes dans divers établissements de musique honky-tonk, équipés d’un volumineux magnétophone à bobines placé dans le coffre de la voiture, lequel enregistrait leurs conversations. Par la suite, Burns consignait méticuleusement les échanges, de même qu’il notait avec précision les discussions tenues lors de leurs rencontres informelles à l’extérieur du véhicule.
Les enregistrements furent recueillis par le Federal Bureau of Investigation dans le cadre de son enquête initiale. Par la suite, ils furent égarés ou classés parmi les archives avant d’être retrouvés en 1997. Cette redécouverte permit in fine l’engagement de poursuites judiciaires contre Blanton et Cherry.
Les enregistrements recueillis comportaient principalement des propos à caractère raciste. Plus significativement, l’un des documents sonores, capté à l’intérieur du véhicule, faisait mention de l’attentat perpétré contre l’église baptiste de la 16ᵉ rue. Au cours de cet échange, les individus présents évoquèrent l’événement avec une approbation manifeste. Blanton entama une déclaration semblant impliquer sa propre participation, ainsi que celle de Cherry, sur un ton de vantardise. Toutefois, Cherry, moins familiarisé avec l’informateur présent, l’interrompit abruptement en déclarant : « À présent, ce brave homme n’a que faire de le savoir ! », avant de rire. Par ailleurs, Burns rapporta que Blanton et Cherry firent, hors enregistrement, d’autres allusions à leur implication dans cet attentat. 

### Vidéo
Lors du procès de Cherry, des enregistrements vidéo ont été exhibés, montrant des explosifs d'une quantité similaire à celle employée lors de l'attentat, utilisés pour anéantir un véhicule dans un champ. La puissance destructrice de la détonation, clairement visible dans les images, visait à réfuter l'argumentation de la défense. Celle-ci, tout en niant l'implication de l'accusé, avait avancé que l'engin explosif aurait pu avoir pour seul objet d'effrayer les fidèles de l'église, et non de leur ôter la vie ou de les blesser.
Les procureurs présentèrent également au jury une séquence filmée où l’on voyait une foule composée de Blancs agresser le défenseur des droits civiques Fred Shuttlesworth, alors que ce dernier tentait d’inscrire ses enfants au lycée Phillips, un établissement alors réservé aux Blancs. À un moment précis, l’image fut figée, révélant un individu de race blanche, de corpulence svelte, arborant un sourire et doté d’un nez proéminent, aux cheveux ondulés, une cigarette aux lèvres – identifiable sans équivoque comme étant le jeune Bobby Frank Cherry. On le distinguait en train de porter un coup au révérend, le frappant à la tête à l’aide d’une arme contondante, vraisemblablement un coup-de-poing américain, qu’il venait d’extraire de la poche arrière de son pantalon. 

## Convictions

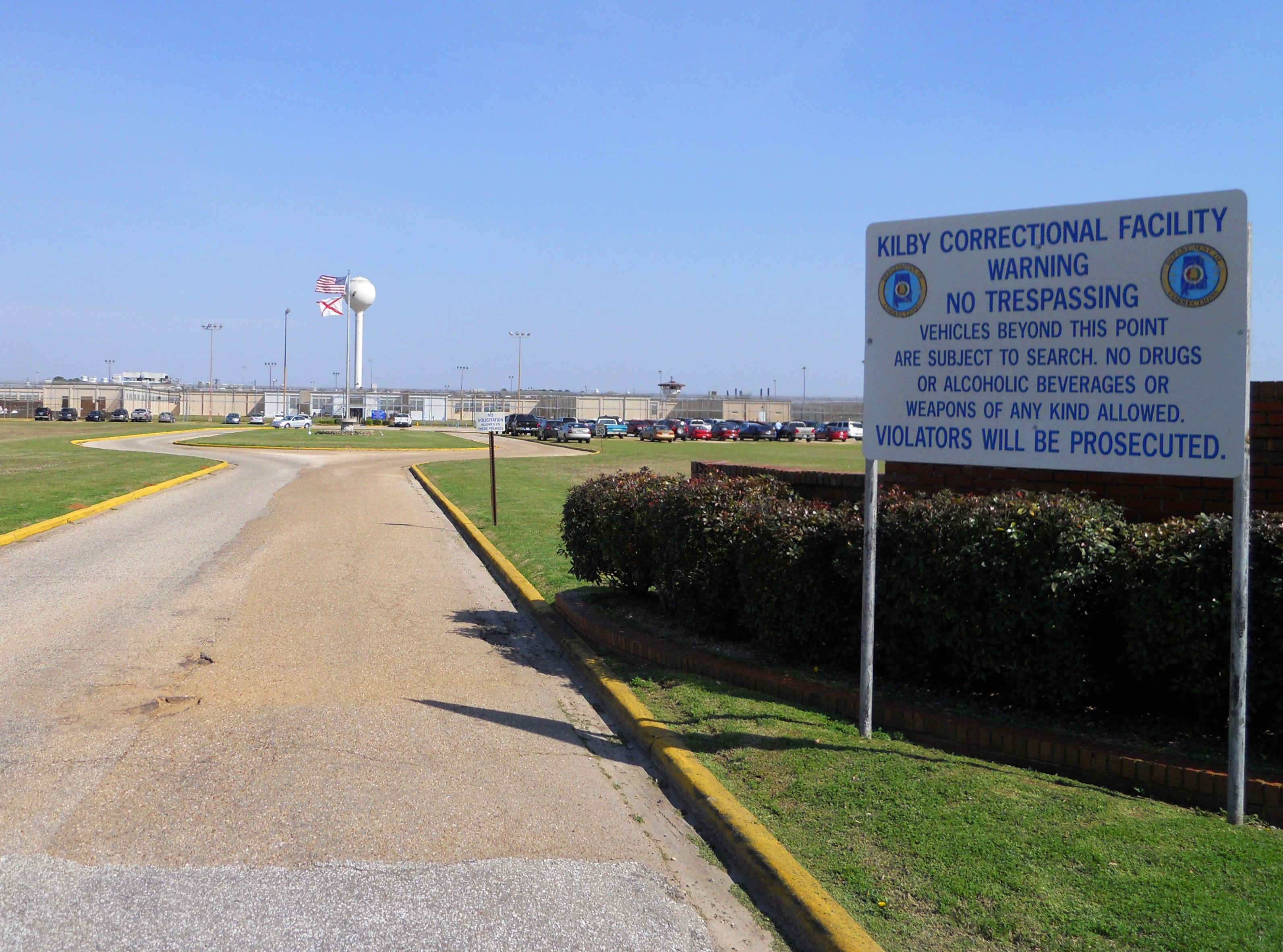
Établissement correctionnel de Kilby, où Cherry a été détenu pour son admission et où il est décédé.

Pendant le procès, Cherry affichait un sourire et paraissait diverti. Il fut observé en train de plaisanter avec ses avocats ainsi qu’avec plusieurs de ses partisans, ne semblant guère concevoir que le système judiciaire qui l’avait préservé jusque-là pût finalement le conduire en prison. Reconnu coupable de quatre chefs de meurtre, il fut condamné à la réclusion criminelle à perpétuité. Cherry tenta de se pourvoir en appel, mais en octobre 2004, la Cour d’appel pénale de l’Alabama confirma à l’unanimité le verdict. Les magistrats rejetèrent l’argument de l’accusé, selon lequel le délai de trente-sept ans écoulé entre les faits et son inculpation en 2000 aurait rendu son procès intrinsèquement inéquitable.
Durant son incarcération, Cherry a persisté à soutenir qu’il était la cible d’une campagne de diffamation et de calomnies orchestrée à son encontre. Il s’est présenté comme un « prisonnier politique », affirmant par ailleurs avoir été privé de soins appropriés durant sa détention. 
Il fut d’abord conduit au centre correctionnel de Kilby, situé dans le comté de Montgomery en Alabama, afin d’y être incarcéré. Par la suite, il fut transféré vers l’établissement pénitentiaire de Holman, dans le comté d’Escambia, toujours en Alabama. 
Le mercredi 13 octobre 2004, Cherry fut transférée de la prison de Holman vers l’hôpital communautaire d’Atmore, situé dans la localité éponyme. Le jour même, une ambulance l’achemina depuis cet établissement vers un hôpital de Montgomery, sans que les raisons précises de ce déplacement ne soient divulguées. 
Cherry décéda à l’infirmerie de la prison de Kilby le 18 novembre 2004, à l’âge de soixante-quatorze ans. Sa dépouille fut inhumée au cimetière de Payne Springs, dans le comté de Henderson, au Texas. 

## Représentation médiatique
Cherry a été interprété par Richard Jenkins dans le téléfilm Sins of the Father de 2002. 